# Harim (poddystrykt)
Harim – jedna z 6 jednostek administracyjnych trzeciego rzędu (nahijja) dystryktu Harim w muhafazie Idlib w Syrii.
W 2004 roku poddystrykt zamieszkiwało 12 894 osób.